# Michele di Lando
Michele di Lando foi o primeiro líder da Revolta Ciompi em Florença, que começou em 1378. 

## Origem

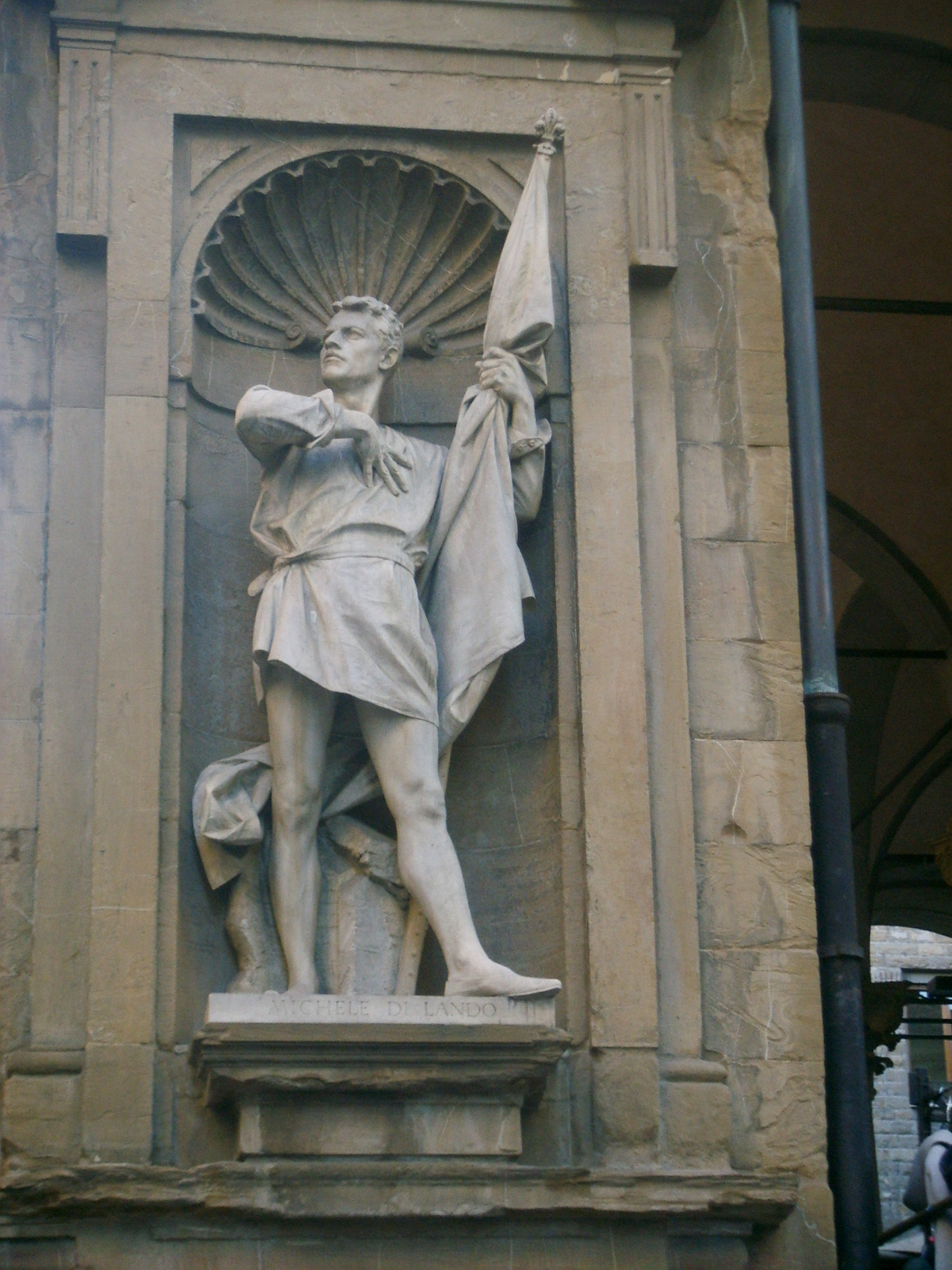
Estátua de Michele di Lando, Loggia del Mercato Nuovo, Florença

Michele di Lando era filho de uma mulher chamada Simona, que vendia legumes em Florença. Michele por sua vez era cardador de lã . 

## Papel na Revolta de Ciompi
Havia muito descontentamento em Florença em 1378. Salvestro de 'Medici desafiava a autoridade do Partido Guelfo e enfrentava forte resistência da nobreza. Além disso, muitos trabalhadores em Florença permaneceram sem uma guilda para representá-los e, portanto, foram totalmente privados de direitos.  Em 22 de julho de 1378, a violência irrompeu em Florença mais uma vez. Michele di Lando foi à praça da Signoria, onde recebeu uma bandeira da justiça para liderar o povo. Ele ordenou que o Palácio da Signoria fosse tomado e os governadores decidiram fugir.  Michele assumiu o poder e por seis semanas, ele lutou para restaurar a estabilidade.  Seu governo criou três novas guildas para que quase todos os homens ganhassem representação. 
No entanto, os radicais não ficaram satisfeitos com o novo governo, pois muitas das antigas estruturas de governo permaneceram, então eles escolheram os Oito de Santa Maria Novella para representá-los. Isso levou a um conflito entre os Priores liderados por Michele e os Oito. Michele conseguiu derrotar os radicais e voltou ao poder. Como resultado da revolta, ele fez com que a guilda que representava os trabalhadores mais baixos e os aprendizes fosse dissolvida, mas deixou as outras intactas. 